# Bandeira cristã

A bandeira cristã foi concebida para representar toda a cristandade. No entanto é apenas usada sobretudo por igrejas protestantes na América do Norte, África e América Latina. É constituída por um campo branco com uma cruz cristã num cantão azul. Os tons de vermelho e azul, bem como as dimensões da bandeira e do cantão, não têm especificações oficiais.